# Alan von Walsingham

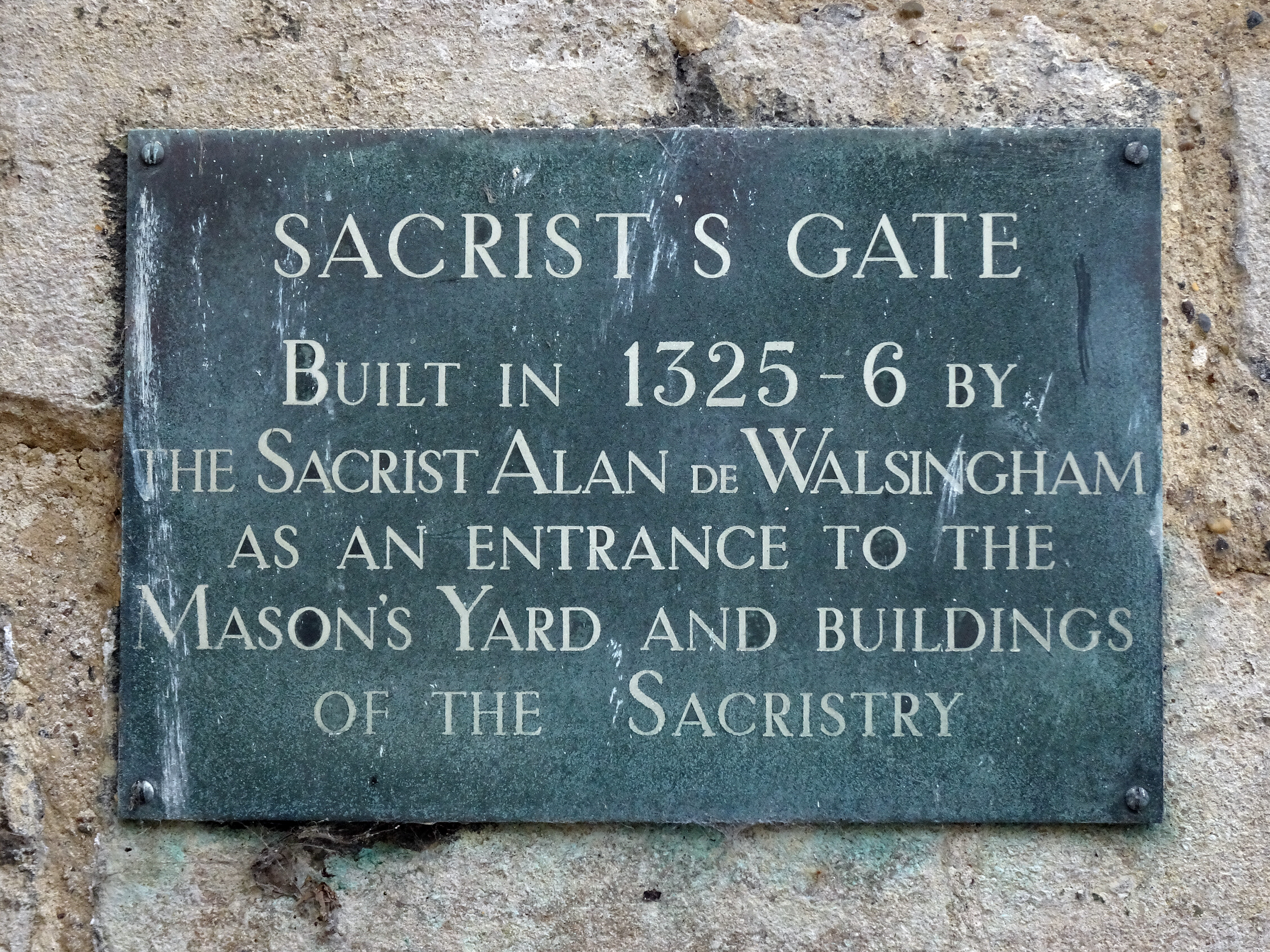
Plakette am Sakristentor nördlich der Kathedrale

Alan von Walsingham, englisch Alan of Walsingham († ca. 1364), war ein englischer Architekt, der erstmals 1314 als junger Mönch in Ely erwähnt wurde und sich durch sein Geschick in der Goldschmiedekunst und seine Kenntnis der Prinzipien der Mechanik auszeichnete.
Walsingham wurde 1316 zum Subprior von Ely ernannt, 1321 zum Sakristan, und von 1341 bis zu seinem Tod diente er als Prior. Als Sakristan war Alan von Walsingham für die Bausubstanz der Kathedrale verantwortlich, insbesondere für die Finanzierung und die allgemeine Instandsetzung. Er beaufsichtigte auch neue Bauprojekte, organisierte und bezahlte die Arbeitskräfte und sorgte für die Lieferung von Materialien.
Während seiner Amtszeit überwachte Walsingham den Bau einer neuen Sakristei (1322–1325), der geräumigen Marienkapelle (1321–1349), der Kapelle von Prior Crauden (1322–1328), der Gästequartiere (1330) und den von Bischof Hotham teilweise umgestalteten Chor (1338–1350).
Walsinghams ehrgeizigstes Projekt in Ely war das hoch aufragende Oktogon mit der zentralen Laterne (1322–1349), das anstelle des ursprünglichen romanischen Vierungsturms errichtet wurde, nachdem dieser 1322 eingestürzt war. In den überlieferten Sakristeirollen wird Alan selbst für den Entwurf des Oktogons verantwortlich gemacht. Demnach hat er die Standorte der acht Stützen ausgemessen, ihre Fundamente gesichert und die Wände bis zu ihrer vollen Höhe hochziehen lassen. Über die genaue Rolle Walsinghams bei der endgültigen Gestaltung des Oktogons sind sich Forscher noch uneinig.